# Campeonato de España de Ciclismo en Ruta 1970
El LXIX Campeonato de España de Ciclismo en Ruta se disputó en El Tiemblo (Ávila) el 21 de junio de 1970 sobre 203 kilómetros de recorrido en un total de seis vueltas a un circuito prácticamente llano.
El ganador fue el cántabro José Antonio González Linares que se impuso a sus compañeros de fuga en el circuito de El Tiemblo de Ávila. Su victoria se fraguó después de un demarraje junto a Jesús Aranzábal y que contactó con un trío de escapados en Nemesio Jiménez, Jesús Manzeneque y José María Errandonea. Linares siguió trabajando ya que era mucho peor esprínter que sus compañeros hasta que en la última vuelta consiguió arañar los segundos suficientes para presentarse en solitario a la línea de meta. Aranzabal y Nemesio Jiménez completaron el podio. 

## Clasificación final
| Pos. | Ciclista                      | Equipo                    | Tiempo    |
| ---- | ----------------------------- | ------------------------- | --------- |
| 1.   | José Antonio González Linares | Kas                       | 5h 32'50" |
| 2.   | Jesús Aranzábal               | Fagor                     | m.t.      |
| 3.   | Nemesio Jiménez               | Kas-Kaskol                | a 5"      |
| 4.   | Jesús Manzaneque              | La Casera-Peña Bahamontes | a 43"     |
| 5.   | José Manuel López Rodríguez   | La Casera-Peña Bahamontes | a 2'16"   |
| 6.   | Andrés Gandarias              | Kas                       | m.t.      |
| 7.   | Enrique Sahagún               | La Casera-Peña Bahamontes | m.t.      |
| 8.   | Juan Silloniz                 | Karpy-Licor               | a 5'27"   |
| 9.   | Francisco Pérez Rodríguez     | Möbel Huser               | m.t.      |
| 10.  | Ramón Sáez                    | Pepsi-Cola                | a 5'44"   |